# Enoch Pöckel
Enoch Pöckel (* 19. Oktober 1578 in Leipzig; † 30. März 1627 ebenda) war Ratsmitglied und Ratsbaumeister in Leipzig sowie Hammerherr im Erzgebirge.

## Leben
Der Sohn des Leipziger Juristen Enoch Pöckel heiratete 1602 Maria Siegel, Tochter des Mittweidaer Hammerherren und Bürgers zu Schneeberg Matthäus Siegel. Maria Pöckel starb am 9. Dezember 1606. Mit ihr hatte er drei Kinder. Ihre Tochter Rosina (1603–1656) heiratete 1624 in erster Ehe den Handelsmann Heinrich von Ryssel aus Leipzig und war in zweiter Ehe mit Matthes Nietzsche verheiratet. Enoch Pöckel d. J. studierte Rechtswissenschaften an der Universität Leipzig und Christian Pöckel erlernte den Beruf eines Kaufmanns beim Ratsherrn und Richter Jacob Sehling in Schneeberg.
Durch Erbgang kamen seine drei unmündigen Kinder erster Ehe 1608 in den Besitz des Hammerwerks und -guts seines Schwiegervaters, das noch heute unter dem Namen Pöckelgut bekannt ist. Enoch Pöckel verwaltete den Besitz seiner Kinder und führte einige technische Neuerungen, wie beispielsweise die Errichtung eines Hochofens, auf dem Hammergut ein. Im sühnenden Gedenken an seinen Schwiegervater stiftete er 1610 die kunstvoll geschnitzte Kanzel der St. Barbarakirche in Markersbach, wovon die Inschrift „Anno 1610 in memoriam Domini soceri Matthæi Siegels pie defuncti erigi curavit gener Enoch Pöckel“ kündet. In zweiter Ehe heiratete er 1612 Magdalena Badehorn aus Bautzen. Sie schenkte ihm weitere acht Kinder, darunter Johann Friedrich Pöckel, der bis zu seinem Tod 1649 als Amtsschösser im Amt Delitzsch amtierte.
Pöckel war Bürger und Ratsmitglied in Leipzig. Zum Ratsbaumeister wurde er 1624 ernannt. In dieser Eigenschaft war er unter anderem für den Bau des Leipziger Ballhauses als Spielstätte für Raquet in der Reichsstraße verantwortlich.